# Дняпровец
«Дняпровец» — районная газета, основанная в 1917 году, в Речице, Гомельской области, Белоруссии.
«Дняпровец» — одно из старейших периодических изданий Республики Беларусь.
Газета выходит трижды в неделю — по вторникам, четвергам и субботам. У издания самый большой тираж среди районных газет Гомельской области — более 36 тысяч экземпляров в неделю.

## Руководитель
Главные редакторы «Дняпроўца»:
- С 2000 года — Сергеев Игорь Георгиевич.
- 1992—2000 — Чурилов Александр Васильевич.
- 1978—1992 — Зарецкий Владимир Макарович[1].

## Награды
- Лучшие материалы культурной тематики в национальном конкурсе печатных средств массовой информации «Золотая Литера» (2018)[2]